# 1975 год в истории метрополитена
В этой статье перечисляются основные  события из истории метрополитенов в 1975 году. Полужирным шрифтом выделены открытия новых транспортных систем.

## События
- 28 февраля — катастрофа в Лондонском метрополитене: на конечной станции «Мургейт» Северной линии состав на полном ходу врезался в тупик.
- 22 апреля — открыты 29-я и 30-я станции Ленинградского метрополитена «Выборгская» и «Лесная» на Кировско-Выборгской линии.
- 4 июля — открыто туристское Новоафонское мини-метро в пещере.
- 30 июля — открыта первая очередь депо ТЧ-1 «Московское» Харьковского метрополитена.
- 23 августа — открыта первая очередь 6-го в СССР и 2-го на Украине Харьковского метрополитена с восемью станциями: «Улица Свердлова» (ныне «Холодная гора»), «Южный вокзал», «Центральный рынок», «Площадь Конституции», «Проспект Гагарина», «Спортивная», «Завод имени Малышева», «Московский проспект».
- 31 августа — открыт первый участок 3-й линии Стокгольмского метрополитена из 12 станций: «Т-Централен», «Родхусет», «Фридхемспан», «Стадсхаген», «Вестра Скуген», «Сульна Центрум», «Неккрусен», «Халлоберген», «Ринкебю», «Тенста», «Юльста». Теперь в Стокгольме 91 станция.
- 15 сентября — открыт метрополитен Сантьяго.
- 9 октября — открытие второй линии (Хёксин) Пхеньянского метрополитена с пятью станциями: «Рагвон», «Кванмён», «Самхын», «Чонсын», «Хёксин».
- 22 ноября — открыты 2 станции Мюнхенского метрополитена: «Имплерштрассе» и «Харрас». В Мюнхене теперь 19 станций.
- 17 декабря — открылись станции «Пушкинская» и «Кузнецкий Мост» Московского метрополитена.
- 30 декабря — открылись станции «Щукинская», «Тушинская», «Сходненская» и «Планерная» Московского метрополитена.
- 31 декабря — открыты станции Кировско-Выборгской линии Ленинградского метрополитена «Площадь Мужества», «Политехническая» и «Академическая», при этом впервые были построены односводчатые станции глубокого заложения. В городе на Неве теперь 33 станции.

## Происшествия
| Дата      | Метро                   | Погибли | Пострадали | Описание                      |
| --------- | ----------------------- | ------- | ---------- | ----------------------------- |
| 9 октября | Лондонский метрополитен | 1       | 20         | Теракт на станции «Грин-парк» |